# Голенищев-Кутузов-Толстой, Павел Матвеевич
Па́вел Матве́евич Голени́щев-Куту́зов-Толстой (20 ноября [2 декабря] 1800 — 27 февраля [11 марта] 1883) — адъютант императора, генерал-майор из рода Толстых. Брат Николая, Феофила и Ивана Толстых.

## Биография
Сын камергера и сенатора Матвея Фёдоровича Толстого (1772—1815) и Прасковьи Михайловны (1777—1844), старшей дочери М. И. Голенищева-Кутузова. Родился 2 декабря 1800 года, был крестником императора Павла I, в младенчестве получил звание поручика и был награждён орденом Иоанна Иерусалимского.
С 1821 года адъютант А. Х. Бенкендорфа, 1822 году переведён в Кавалергардский полк поручиком, с 1827 года штабс-ротмистр. В 1828 году служил при Главной квартире армии на Балканском фронте. С 1829 года ротмистр, в 1832 году стал адъютантом императора. С 1836 года полковник, с 1841 года генерал-майор, член Совета Государственного Контроля.
В 1841 году в связи с состоянием здоровья вышел в отставку. Действительный статский советник. В 1860 году владел 5000 гектаров и 1400 душами в Подольском (Покровское) и Бронницком уездах.
Так как М. И. Кутузов не оставил потомства по мужской линии, то фамилия Голенищев-Кутузов была передана указом в 1859 году его внуку генерал-майору Павлу Матвеевичу Толстому «и в потомство его к старшему в роде». Принимал деятельное участие в воспитании своих рано осиротевших племянников Ивана и Дмитрия. 
Его портрет кисти Владимира Гау находится в краеведческом музее Моршанска. Оставил воспоминания о подавлении восстания декабристов, опубликованные в «Русском архиве» в 1882 году.

## Семья

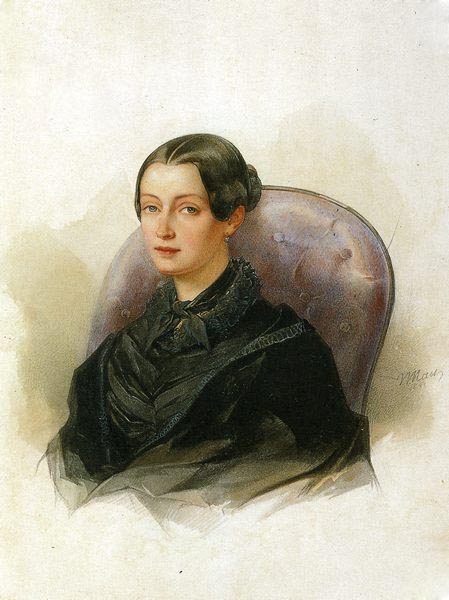
Мария Константиновна на акварели В. Н. Гау (1844)

Первая жена (с 29 октября 1822 года) — Надежда Сергеевна Хитрово (03.08.1800—24.12.1831/5.01.1832), дочь Сергея Петровича Xитрово (1745—1827), генерал-лейтенанта и сенатора, и Елизаветы Ивановны Матвеевой (1758—22.6.1833). Умерла от чахотки.
- Николай Павлович (20.04.1830[4]—16.08.1831), крестник графа С. Г. Строганова и бабки Е. И. Хитрово.

Вторая жена (с 11 ноября 1835 года) — Мария Константиновна Бенкендорф (1818—31.10.1844), фрейлина двора, дочь генерал-лейтенанта К. Х. Бенкендорфа от брака его с Н. М. Алопеус. После смерти матери переехала из Штутгарта в Петербург, где воспитывалась в доме дяди графа А. Х. Бенкендорфа. Была женщиной светской и посещала салон графини Е. М. Завадовской, у которой часто бывал Лермонтов. По словам В. Белинского, среди аристократок, состоящих якобы с поэтом в позорной связи, была и Мария Константиновна. Дети: 
- Наталья Павловна (14.10.1836—25.06.1839)
- Павел Павлович (1839—1914), подольский губернский предводитель дворянства, егермейстер.
- Константин Павлович (1843—09.08.1852), умер от воспаления в мозгу в Париже, похоронен в Петербурге.

## Награды
- Орден Иоанна Иерусалимского,
- Св. Владимира 4-й ст. (1826),
- Св. Георгия 4-ст (1841),
- Орден Святого Станислава 1-й ст.